# Vĩnh Hải, Khánh Hòa
Vĩnh Hải là một xã thuộc tỉnh Khánh Hòa, Việt Nam.

## Lịch sử
Ngày 16 tháng 6 năm 2025, Quốc hội Việt Nam thông qua Nghị quyết số 1667/NQ-UBTVQH15 của Ủy ban Thường vụ Quốc hội về việc sắp xếp các đơn vị hành chính cấp xã của tỉnh Khánh Hòa. Theo đó, hợp nhất hai xã Nhơn Hải và Thanh Hải vào xã Vĩnh Hải.

## Địa lý

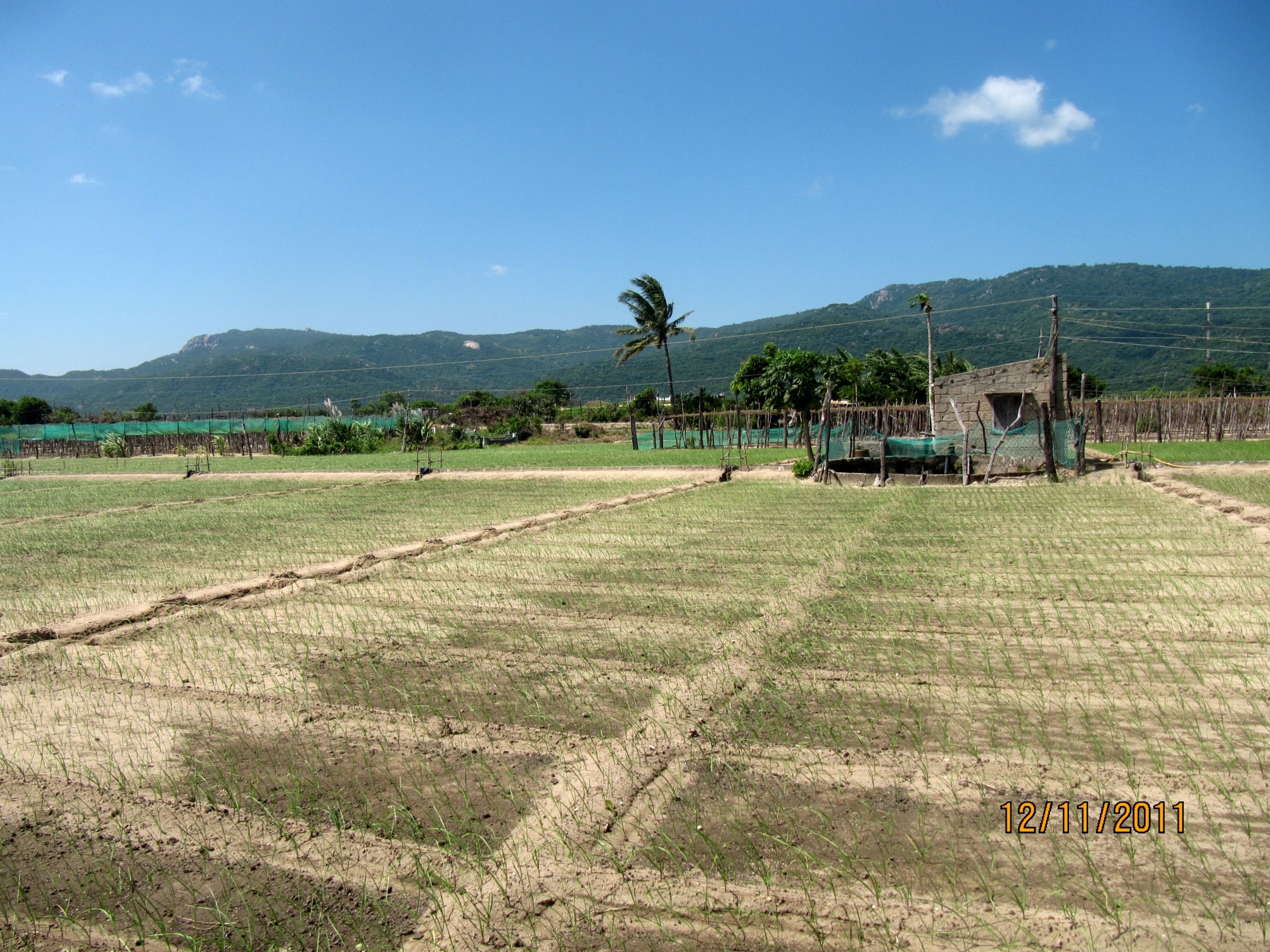
Ruộng trồng tỏi ở thôn Thái An

Xã Vĩnh Hải nằm ở phía đông bắc huyện Ninh Hải cũ và là xã cực đông của tỉnh Ninh Thuận (nay là Khánh Hòa), có vị trí địa lý:
- Phía Tây giáp xã Ninh Hải
- Phía Bắc giáp xã Công Hải

Xã có diện tích 161,23 km², dân số năm 2025 là 36.879 người, mật độ dân số đạt 229 người/km².
Vịnh Vĩnh Hy tọa lạc tại thôn Vĩnh Hy ở phía bắc xã. Ngoài ra, một phần vườn quốc gia Núi Chúa cũng nằm trên địa bàn xã.

## Công nghiệp
Dự án Nhà máy điện hạt nhân Ninh Thuận 2 đã được Quốc hội khóa XII phê duyệt xây dựng vốn nằm trên địa bàn thôn Thái An, xã Vĩnh Hải. Nhà máy sẽ được khởi công xây dựng vào năm 2015. Tuy nhiên vào tháng 11 năm 2016, Quốc hội Việt Nam quyết định ngừng dự án không thời hạn.